# Papuapsylla spinacuta
Papuapsylla spinacuta är en loppart som beskrevs av Mardon 1976. Papuapsylla spinacuta ingår i släktet Papuapsylla och familjen Stivaliidae. Inga underarter finns listade i Catalogue of Life.